# Ngulangan
Ngulangan is een bestuurslaag in het regentschap Rembang van de provincie Midden-Java, Indonesië. Ngulangan telt 248 inwoners (volkstelling 2010).